# Cellule ganglionnaire

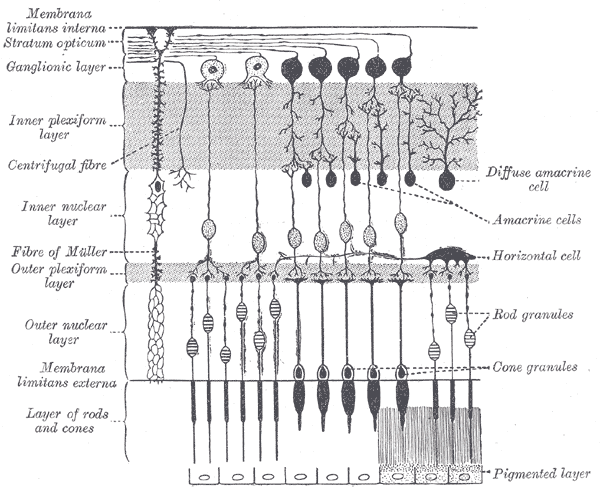
Dessin représentant les différentes couches cellulaires de la rétine. Les cellules ganglionnaires sont présentes dans la couche ganglionic layer.

Une cellule ganglionnaire est un neurone d'un ganglion nerveux, qui en regroupe un certain nombre. On en trouve notamment chez les mammifères dans les centres sensoriels de la vue et de l'ouïe.
Une cellule ganglionnaire de la rétine est un type de neurone situé dans la rétine de l'œil qui reçoit une information visuelle des photorécepteurs via de nombreux intermédiaires cellulaires tels que les cellules bipolaires, les cellules amacrines, et les cellules horizontales. Les axones des cellules ganglionnaires de la rétine sont myélinisés. La partie myélinisée se situe en dehors de l'œil. Ces axones forment le nerf optique et sont connectés au corps genouillé latéral dans le cerveau.
Les cellules ganglionnaires intrinsèquement photosensibles (en) réagissent en outre à la lumière, quoique lentement.